# Ciao paese
Ciao paese è il terzo album del cantautore torinese Marco Carena, pubblicato nel 1993.

## Descrizione
È un album tipico di Marco Carena, ovvero testi ironico-demenziali e musiche divertenti. Come in altre occasioni, Carena esplora vari generi musicali: come il rock, il blues e persino il reggae. I brani: Fratelli di taglia parla delle varie categorie altolocate, Non è così che si fa è un lamento con un amore che non si fa mai sentire, Ciao paese (probabilmente ispirato a Che sarà dei Ricchi e Poveri) parla di un uomo che emigra da un luogo deprimente, Sono come noi ci racconta delle abitudini non proprio normali della gente, Arriva lo scimmione parla di un probabile (e allusivo) presidente, il Rasta della raspa è un tizio che in stile reggae non può fare a meno della masturbazione, Una famiglia italiana (probabilmente ispirato allo stile di Adriano Celentano o di Toto Cutugno) ci spiega come si può diventare papà, Facciamo il rock è un uomo che si cimenta nel suddetto stile col la sua band, Devo farmi una cura uno swing dove Carena cerca un'infermiera per una cura di ideali e infine Siamo stanchi racconta probabilmente di come si è evitati se non si è raccomandati.
Nel CD rispetto all'LP e alla MC, sono invertite le tracce 5 e 9: Devo farmi una cura e Arriva lo scimmione, probabilmente per questioni di minutaggio.

## La Copertina
Una serie di immagini in bianco e nero: Carena che suona la chitarra in divisa militare, che amoreggia con una donna o che guarda nel vuoto, qualche panno steso e una donna, sotto un enorme ponte, che si allontana con un bambino... Tutto questo fa pensare a una persona che emigra.

## Tracce

### Album/Cassetta
Lato A
1. Fratelli di taglia - 4'51"
2. Non è così che si fa - 5'51"
3. Ciao paese - 4'55"
4. Sono come noi - 3'52"
5. Devo farmi una cura - 2'56"

Lato B
1. Rasta della raspa - 3'40"
2. Una famiglia italiana - 5'11"
3. Facciamo il rock - 4'22"
4. Arriva lo scimmione - 4'27"
5. Siamo stanchi - 2'47"

### CD
1. Fratelli di taglia - 4'51"
2. Non è così che si fa - 5'51"
3. Ciao paese - 4'55"
4. Sono come noi - 3'52"
5. Arriva lo scimmione - 4'27"
6. Rasta della raspa - 3'40"
7. Una famiglia italiana - 5'11"
8. Facciamo il rock - 4'22"
9. Devo farmi una cura - 2'56"
10. Siamo stanchi - 2'47"

## Musicisti
- Marco Carena: voce
- Maurizio Dei Lazzaretti: batteria
- Francesco Puglisi: basso
- Paolo Carta: chitarra
- Maurizio Carta: tastiera
- Claudia Arvati, Maria Grazia Fontana, Marco D'Angelo: cori